# Edward F. Moore
Edward Forrest Moore (23 de novembro de 1925, Baltimore,  Maryland — 14 de junho de 2003, Madison, Winsconsin) foi um professor americano de matemática e ciência da computação; e também o inventor da máquina de Moore.

## Biografia
Moore recebeu um diploma de bacharel em Química pelo Instituto Politécnico e Universidade Estadual da Virgínia em 1947; e um Ph.D. em Matemática da Universidade Brown, em junho de 1950. Ele trabalhou na Universidade de Illinois em Urbana-Champaign (1950-1952) e foi professor visitante no MIT e em Harvard, ambas em 1952 e 1953. Ele então trabalhou na Bell Labsdurante dez anos. Posteriormente, foi professor na Universidade de Wisconsin-Madison em 1966, até sua aposentadoria em 1985.
Foi casado com Eleanor Martin Constant; e tiveram três filhos.

## Atividades científicas
Moore foi o primeiro a usar o tipo mais comum hoje em dia: a máquina estatal automática Moore. Junto com Claude Shannon Moore, ele tem feito um trabalho seminal sobre a teoria da computabilidade e construção de circuitos confiáveis usando relés menos confiáveis. Durante os últimos anos de sua vida, ele passou tentativas infrutíferas tentando resolver o problema das quatro cores.